# アクアフィリング
アクアフィリング（英語:Aquafilling）とは、欧州で2004年に開発された注入剤の名称である。
親水性ゲルであり、美容整形の分野で豊胸や臀部のボリュームアップや顔の輪郭形成に使用される。

## 成分
2%のポリアミド（陽イオン）と98%の生理食塩水で構成される。体内注入後、ポリアミドは加水分解と尿排泄によって分解され、最終的には体外へ排出される。

## アクアフィリングの構造
アクアフィリングの構造は、カルボニルとアミン基の間に生じる水素結合に基づいており、
複数の活発なカルボキシル基グループがあることにより、陽電荷をポリマー分子へ与え、高い親水性と水溶性が実現している。陽電荷ゲルが負電荷分子であるコラーゲンとエラスチンを引き寄せるため、長期間の弾力性が維持できる。

## 施術方法
基本的には、注射器で充填剤を注入する。体への負担が小さいので当日から普段どおりの生活が可能なケースが多い。さらに、追加注入が気軽にできるため、少しずつ豊胸したり、形を整えたりすることなどが可能。

## 法的事項
チェコにて製造され、CEマーク認証をされている。また、EUにおいての販売許可を取得している。

## 日本国内の動き
日本形成外科学会は、「非吸収性充填材注入による豊胸術に関する共同声明」を発表している。また、豊胸手術被害の注意を呼びかけるため、厚生労働省がチェックリストを公表している。